# Дэвис, Шэрон
Шэрон Дэвис (англ. Sharron Elizabeth Davies (-Crisp, -Redmond, -Kingston); род. 1 ноября 1962, Плимут, Девон) — британская пловчиха, чемпионка и призёр Игр Содружества, призёр чемпионата Европы и Олимпийских игр, участница трёх Олимпиад.

## Карьера
В 1976 году участвовала в летних Олимпийских играх в Монреале. Выступала в плавании на 200 метров на спине. Не смогла пробиться в финальную часть соревнований.
На следующей Олимпиаде в Москве Дэвис выступала в плавании на 400 метров вольным стилем, комплексном плавании на 400 метров и эстафете 4×100 метров вольным стилем. В первом виде она выбыла из борьбы за медали на предварительной стадии. В эстафете сборная Великобритании заняла 4-е место. В комплексном плавании Дэвис завоевала серебро с результатом 4:46,83 с, уступив представительнице ГДР Петре Шнайдер (4:36,29 с — мировой рекорд) и опередив польку Агнешку Чопек (4:48,17 с).
На летней Олимпиаде 1992 года в Барселоне Дэвис выступала в комплексном плавании на 200 и 400 метров. В обоих дисциплинах она заняла 21-е место.

## Семья
Была замужем за британским легкоатлетом Дереком Редмондом. Брак впоследствии распался.